# San Andreas (Kalifornia)
San Andreas statisztikai település az Amerikai Egyesült Államok Kalifornia államában, Calaveras megyében, melynek megyeszékhelye is. Lakosainak száma 2994 fő (2020. április 1.).

## Népesség
A település népességének változása:

| 2010 | 2 783 |
| 2020 | 2 994 |